# Objetivo de Desarrollo Sostenible 15
El Objetivo de Desarrollo Sostenible 15 (Objetivo 15 o ODS 15) trata sobre "Vida en los ecosistemas terrestres" y es uno de los 17 Objetivos de Desarrollo Sostenible (ODS) establecidos por las Naciones Unidas en 2015. 
El ODS 15 es: "Proteger, restablecer y promover el uso sostenible de los ecosistemas terrestres, gestionar los bosques de forma sostenible, luchar contra la desertificación, detener e invertir la degradación de las tierras y poner freno a la pérdida de la diversidad biológica".
El Objetivo tiene metas que deben alcanzarse para 2030. El progreso hacia las metas se medirá mediante indicadores.